# Euphorbia serpentini
Euphorbia serpentini är en törelväxtart som beskrevs av František Antonín Novák. Euphorbia serpentini ingår i släktet törlar, och familjen törelväxter. Inga underarter finns listade i Catalogue of Life.